# Layla Miller
Layla Rose Miller è un personaggio dei fumetti creato da Brian Michael Bendis (testi) e Olivier Coipel (disegni), pubblicato dalla Marvel Comics. Apparsa per la prima volta sulle pagine di House of M n. 4 (agosto 2005), sebbene la sua creazione sia da attribuire al duo Bendis-Coipel, fu maggiormente sviluppata dallo scrittore Peter David che ne ha fatto una dei protagonisti della serie X-Factor.

## Biografia del personaggio

### House of M
Layla Miller era una mutante che viveva ad Hell's Kitchen, quartiere di New York City, quando un giorno si svegliò e scoprì che tutto era cambiato. Assieme ad un piccolo gruppo di eroi era l'unica a non essere stata contagiata da questo cambio di realtà e venne utilizzata, su suggerimento di Emma Frost, dai ribelli per fa cadere la Casata di Magneto (House of M) utilizzando la sua abilità di restaurare i ricordi. Il Dr. Strange suggerì che la figura di Layla fosse stata creata dalla mente della stessa Scarlet come "via d'uscita" per aiutare gli eroi in caso qualcosa fosse andato storto.
Contrariamente a quanto ipotizzava Strange, Layla esisteva già prima degli eventi di House of M e viveva in un orfanotrofio dove veniva regolarmente picchiata dagli altri bambini per via della sua diversità e dal quale era solita fuggire. Tuttavia fin da quando è stato provato che era solita manipolare gli eventi e le persone la veridicità delle sue affermazioni è stata messa in dubbio, soprattutto da Rictor suo compagno di squadra alla X-Factor Investigations.

### X-Factor Investigations
Dopo la sua affiliazione alla X-Factor Investigations aiutò i membri del team in vari ed indiretti modi: quando un operativo della Indagini Singolari cercò di uccidere Rictor, lo fulminò e ne inviò il corpo alla loro sede con un biglietto che diceva di stare fuori da Mutant Town. In seguito fu riportata in orfanotrofio e Jamie grazie all'aiuto di una dipendente riuscì a riportarla, benché picchiata a sangue dagli altri orfani, di nuovo alla sede di X-Factor. Giunto il momento dello scontro finale tra la X-Factor Investigations e la Indagini Singolari aiutò a far comprendere agli altri membri che Forzuto era stato condizionato e faceva il doppio-gioco per la Indagini. Dopo ciò, Jamie insistette per fare in modo che l'intera squadra andasse a fare qualche seduta d'analisi con Doc Samson: giocando a scacchi, lui le domandò che tipo di pezzo la rappresentasse meglio e lei scelse un pedone affermando che faceva parte di una partita più grande e che era il più sacrificabile. Tempo dopo, un gruppo composto da ex-mutanti chiamato Cellula X che credeva il governo responsabile della decimazione utilizzò Mutant Town come nascondiglio, mentre Siryn e Monet tornarono dal loro viaggio in Francia portando indietro una ex-mutante di nome Nicole il cui arrivo scioccò Layla perché non previsto. Nel mentre, Quicksilver era impegnato nel far ritornare i poteri ai membri di Cellula X con l'aiuto di Rictor ma quando Layla arrivò e spiegò loro che la colpa della decimazione era di Scarlet, la quale sotto suggerimento di Quicksilver aveva modificato la realtà, cominciò una breve lotta al termine della quale Quicksilver riuscì a fuggire ormai privo dei poteri donatigli dalla Nebbie Terrigene. Quando il misterioso Josef Huber, definitosi un'Isolazionista, fece visita alla X-Factor proponendo di far diventare tutti gli Homo Superior sopravvissuti una specie in via d'estinzione, Layla e Nicole erano impegnate a risolvere il mistero di un test di gravidanza ritrovato all'interno della sede e appartenente a Monet, a Theresa o a Rhane. Mentre era a Central Park Layla fu colpita a tradimento da Nicole, secondo gli ordini di Huber, con una roccia e precipitò nel fiume che scorre al suo interno prima di venir soccorsa da un Quicksilver ormai privo di poteri e rinchiusa dentro un luna park. Riuscita a fuggire, avvertì Madrox sulle vere intenzioni di Huber sventandone la minaccia.

### Messiah Complex
Layla, assieme a Jamie, viene convocata da Emma Frost allo Xavier Institute dove viene loro chiesto di raggiungere Eagle Plasa residenza di Forge. Una volta a Dallas, l'uomo mostra la sua Sonda Cronale grazie alla quale invierà un paio di doppi di Jamie negli unici due futuri sviluppatisi alla nascita della neonata messia. All'ultimo momento Layla salta nella macchina assieme a uno dei due ritrovandosi ottant'anni nel futuro. In questa New York City scoprono che tutti i mutanti sono stati deportati all'interno di campi di concentramento e dopo uno scontro con le forze d'ordine del luogo vengono portati al suo interno. Marchiati entrambi con una M (che sta a significare mutante), incontrano il giovane Lucas Bishop e dopo aver scoperto che l'X-Man traditore del passato è proprio lui, Layla fa esplodere la bomba che aveva precedentemente piazzato su Jamie facendolo tornare nella sua epoca e rimanendo bloccata nel futuro.
Benché lontana, Layla è stata vista interagire con Jamie sotto forma di allucinazione o frammento di immaginazione. Queste sue apparizioni sono servite all'uomo per portare alla luce "ciò che lui sapeva nel profondo", come la gravidanza di Siryn. Tuttavia si è poi scoperto che le comunicazioni fra Layla e Jamie non erano altro se non reali tentativi della ragazza di indirizzarlo, dal futuro, nella giusta direzione e guidarlo verso quello che potrebbe diventare il suo più probabile futuro.

### Ribellione Summers
Grazie ad una combinazione di ingegno e conoscenza degli eventi, Layla riuscì tempo dopo a fuggire dal campo di concentramento e soccorrere la mutante Linquon. Dopo aver rivelato ad un comizio politico l'intenzione del governo di avviare l'Operazione Purezza al fine di scovare tutti i mutanti presenti sul pianeta decide di recarsi ad Atlantic City a trovare Ciclope e la figlia Ruby dando inizio alla Ribellione Summers. Travestita da suora dei corpi di pace, un ologramma di Layla ormai adulta fa ritorno nel presente giusto in tempo per impedire a Madrox, ormai deluso da se stesso e dalle amare pieghe prese dalle sue azioni, di suicidarsi nella chiesa del suo doppio John Maddox e portarlo con sé nel futuro dove gli chiede di dare inizio ad un'indagine che li porterà a confessarsi i reciproci sentimenti e chiedere l'aiuto di Destino. Anche se ancora criptica nei suoi discorsi, Layla gli fa comprendere il pericolo che corrono tutti i mutanti nel futuro per mano di un funzionario del presidente: Mr. Falcone, che influenzato dalle parole di Damien Tryp ha creato un esercito di Sentinelle capaci di aprire portali verso altre dimensioni per attirarvi i mutanti e liberare il pianeta dalla loro piaga. Traditi da Destino i Ribelli Summers cadono nella trappola e solo l'intervento combinato di Ruby e Trevor Fitzroy, ucciso per mano di Cortex (doppio di Madrox inviato nell'altro futuro alternativo da Forge) e poi resuscitato da Layla, permette di sventare la minaccia. Ritornata nel presente grazie alla macchina del tempo di Destino, fa visita a se stessa ai tempi in cui ancora abitava all'orfanotrofio raccontandole tutta la sua storia fino a quel momento, e utilizzando un congegno le "inietta" tutte le informazioni che è riuscita a raccogliere più altre riguardanti eventi futuri.

## Poteri e abilità
Il potere di Layla consiste nel riportare in vita i morti a costo della loro anima, coscienza e morale. Benché mantengano tutti i ricordi, mostrano mancanza di controllo e indifferenza per i sentimenti altrui assimilabili a quelli della sociopatia.
Grazie all'upgrade di informazioni fattole dalla sua versione adulta è in grado di conoscere in anticipo gli eventi futuri e modificarli; tuttavia, dato il grande volume di informazioni alcuni eventi possono sfuggirle.
Durante House of M, Layla ha mostrato l'abilità di "risvegliare" gli eroi attraverso un contatto visivo facendo in modo che ricordassero le loro vite prima del cambiamento di realtà. Dopo la decimazione non ha più esibito tale capacità.
In Messiah Complex, mentre si trova ottant'anni nel futuro, viene analizzata da un rilevatore genetico che prima la indica come umana ed un istante dopo come mutante. Il suo successivo commento su questa stranezza è che lei è una mutante, tuttavia può fare in modo che i suoi poteri si manifestino o meno.
Dopo essere ritornata dal futuro e divenendo un'alleata per il Dottor Destino, Layla scoprì grazie a lui di possedere un certo potenziale nella magia e studiò la stregoneria per un intero anno acquisendo una certa abilità negli esorcismi e incantesimi di protezione contro i demoni.